# Kerabistus fuscosignatus
Kerabistus fuscosignatus är en insektsart som först beskrevs av Brunner von Wattenwyl 1893.  Kerabistus fuscosignatus ingår i släktet Kerabistus och familjen Aschiphasmatidae. Inga underarter finns listade i Catalogue of Life.